# Marit Söderström
Marit Söderström, mellan 1988 och 2020 Marit Söderström Nord, född den 25 oktober 1962 i Västerås, är en kappseglare och en av världens främsta kvinnliga seglare. 
Marit Söderström är segelskolad i Jollekappseglarna Västerås och har totalt tio VM-guld i E-jolle, Laser och 470. Hon blev världsmästare och tog OS-silver 1988 i 470 ihop med Birgitta Bengtsson. De tog också EM-brons 1987 och EM-silver 1988 och VM-guld i OS-klassen 470.
Marit Söderström blev 1979 utsedd till Årets idrottskvinna. 2012 valdes hon in i Svensk seglings Hall of Fame som andra person efter Pelle Petterson.
Hon deltog i TV-programmet Mästarnas mästare 2014. 

## Meriter
- E-jolle
  - VM-guld 1978, 1979, 1981
- Laser
  - VM-guld 1980, 1985
- Enmansbåt, damer
  - VM-guld 1979, 1981, 1982, 1983
- 470
  - OS-silver 1988
  - VM-guld 1988
  - EM-silver 1988, EM-brons 1987